# Techelsberger Kleinsee
Der Techelsberger Kleinsee ist ein Weiher im Zentrum des gleichnamigen Landschaftsschutzgebietes und liegt in der Kärntner Gemeinde Techelsberg am Wörther See. Er wird auch Kleiner See oder Kleiner Forstsee genannt. 

## Lage
Der See liegt auf dem Höhenrücken nördlich des Wörthersees in einer glazial geformten Mulde in 607 m Seehöhe. Er liegt zwischen Forstsee und Jeserzer See. Der Höhenzug besteht aus altkristallinen Schiefern. 

## See
Der See hat eine Fläche von 1,4 Hektar und ist stark verlandet. Er wird von einigen kleinen Quellbächen mit geringer Wasserführung gespeist. Die Entwässerung erfolgt über einen kleinen Abfluss in Richtung Forstsee im Südosten. Die ganze Fläche ist mit Unterwasserpflanzen bestanden. Das Wasser selbst ist leicht braun gefärbt, was durch den Eintrag von Humusstoffen aus den umliegenden Flachmoorbereichen bedingt ist. Das Wasser ist kalkarm. 
Der ganze Ufersaum ist naturbelassen. Zum Großteil wird er von einem Schneidenried eingenommen, daneben gibt es Teichbinse, Igelkolben, Sumpffarn und Sumpf-Haarstrang. An Wasserpflanzen kommt neben Laichkraut und Seerose auch die seltenere Kleine Teichrose vor. Das Hinterland um den See wird von flachmoorartigen Beständen von Carex davalliana, Rostroter Kopfbinse (Schoenus ferrugineus) und Zittergras gebildet. Alle drei heimischen Arten des Sonnentau sind hier recht häufig (Drosera anglica, Drosera rotundifolia, Drosera intermedia). 
Im Sommer erwärmt sich der See stark, da er in einer windgeschützten Mulde liegt. Durch den starken Bewuchs ist er wenig als Badegewässer geeignet.

## Landschaftsschutzgebiet
Der Techelsberger Kleinsee wurde 1970 mit den umgebenden Flächen zum Landschaftsschutzgebiet Techelsberger Kleinsee erklärt (LGBl. Nr. 34/1970), das ganze Gebiet umfasst 192 Hektar. Das Landschaftsschutzgebiet liegt in den beiden Gemeinden Velden am Wörthersee und Techelsberg am Wörthersee.

## Belege
- Helmut Hartl, Hans Sampl, Ralf Unkart: Kleinode Kärntens. Nationalparks, Naturschutzgebiete, Landschaftsschutzgebiete, Naturdenkmale. Kärntner Druck- und Verlagsgesellschaft, Klagenfurt 1993, ISBN 3-85391-092-0, S. 104.